# Добре-Весь
Добре-Весь (пол. Dobre-Wieś) — село в Польщі, у гміні Добре Радзейовського повіту Куявсько-Поморського воєводства.
Населення — 196 осіб (2011).

## Демографія
Демографічна структура станом на 31 березня 2011 року:
|          | Загалом | Допрацездатний вік | Працездатний вік | Постпрацездатний вік |
| -------- | ------- | ------------------ | ---------------- | -------------------- |
| Чоловіки | 91      | 23                 | 56               | 12                   |
| Жінки    | 105     | 24                 | 62               | 19                   |
| Разом    | 196     | 47                 | 118              | 31                   |